# Peter Artedi

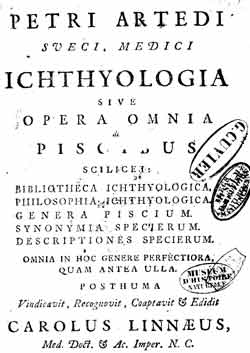
Titelblad van Artedi's postuum uitgegeven Ichtyologica

Peter Artedi, ook wel Petrus Arctaedius (Anundsjö, 7 februari 1705 – Amsterdam, 27 september 1735) was een Zweedse natuuronderzoeker. Hij wordt ook wel de 'vader van de ichtyologie' genoemd.
Tijdens zijn leven publiceerde Artedi niets. Hij had een zeer uitgebreid, gedeeltelijk voltooid manuscript dat postuum is bewerkt en gepubliceerd door Carl Linnaeus, die een medestudent en vriend van Artedi was.

## Biografie

### Jeugd en afkomst
Artedi was het tweede kind van de predikant Olaus Artedi en Helena Sidena. Toen hij werd geboren was zijn vader al vier jaar predikant in Anundsjö. Zijn moeder had ook een kerkelijke achtergrond, want ze was de dochter van Peter Sidenius van Stockholm, een filosofieleraar en tevens rechter. Deze godsdienstige oriëntatie van zijn ouders vormde hem enigszins. Van hem werd verwacht dat hij de familietraditie zou voortzetten en predikant zou worden. Hij hielp in Anundsjö zijn oude en praktisch blinde vader bij zijn werk als predikant. In september 1716 verhuisde het gezin naar Nordmaling aan de Zweedse kust. Artedi reeds latente belangstelling voor de natuur werd sterker toen hij aan de kust kwam te wonen. Hij begon hier de rijke flora en fauna te observeren en bracht veel tijd door in de natuur.
In datzelfde jaar ging hij naar school in Härnösand. Hoewel hij ook contact met leeftijdgenoten had, besteedde hij de meeste tijd aan visserij en het verzamelen van planten. Zodra hij voldoende basiskennis had van het Latijn, begon hij het werk van de vroegere alchemisten te lezen. Zijn prestaties op school waren goed en hij doorliep met succes de middelbare school in Härnösand. Hij kon zich in 1724 aan de Universiteit van Uppsala inschrijven.

### Studietijd
Aanvankelijk kwam Peter naar de universiteit om de familietraditie voort te zetten en theologie te studeren. Echter, door zijn belangstelling voor de natuur en de natuurwetenschappen negeerde hij het advies van zijn vader en besloot om scheikunde en natuurlijke historie te gaan studeren. Op dat moment was hij blijkbaar de enige scheikundestudent aan de universiteit. Hij moest zichzelf de benodigde kennis bijbrengen. Er waren maar twee professoren die hem wat konden leren, Lars Roberg, een vooraanstaand anatoom en zoöloog, en Olof Rudbeck, docent natuurlijke historie, maar die hadden het te druk met andere dingen. De eerstgenoemde zou zelfs geen enkel openbaar college gegeven hebben. Artedi was dus grotendeels op zichzelf aangewezen.
Vier jaar nadat hij zijn academische carrière begon, kwam Carl Linnaeus naar Uppsala met de bedoeling natuurwetenschappen te gaan studeren. Hij was op zoek naar studenten met dezelfde belangstelling en al snel ontmoette hij Artedi. Die was een paar jaar ouder en had al langer gestudeerd, en het contact met Artedi moet voor Linnaeus een groot voordeel zijn geweest. De twee ontmoetten elkaar bijna dagelijks om bevindingen en theorieën te bespreken. Daarnaast vulden zij elkaar heel goed aan. Artedi deed alchemie, ichtyologie en herpetologie, en liet aan Linnaeus de plantkunde, vogels en de insecten over. Beide studenten ontwikkelde een nauwe samenwerking.
In 1734, na tien jaar studie aan de universiteit van Uppsala, wilde Artedi naar het buitenland om zijn kennis uit te breiden. Hij leende geld van zijn schoonfamilie en reisde eerst naar Londen, waar hij een korte tijd werkte aan de vissencollectie van Sir Hans Sloane. Mogelijk liet hij daar een manuscript achter dat later werd gekopieerd en in het bezit is van het British Museum.
In juli 1735 reisde Artedi naar Republiek der Zeven Verenigde Nederlanden, waar hij in Leiden Linnaeus weer ontmoette. Die verbleef daar al langer en had contact met Albertus Seba, een rijke apotheker en verzamelaar van Duitse afkomst, die in Amsterdam woonde. Seba probeerde tevergeefs Linnaeus zo ver te krijgen om een studie te maken van zijn uitgebreide collectie vissen. Linnaeus bracht Seba in contact met Artedi, tot groot genoegen van beiden. Artedi woonde nu in de buurt van zee en grote rivieren en onderzocht de vissen en insecten, die afkomstig waren uit de verzameling van Seba.

### Zijn plotseling overlijden
Artedi leefde erg op zichzelf, maar bezocht ook graag eet- en drinkgelegenheden. Op de dag van zijn dood zou hij rond een uur of één 's nachts bij Seba thuis geweest zijn en daar hebben gesproken met verschillende mensen over filosofische onderwerpen. Op de terugweg naar huis moet hij op een onverlichte plaats aan een Amsterdamse gracht zijn evenwicht zijn verloren en daar in het water terecht zijn gekomen. Waarschijnlijk was hij dronken. Het ongeluk werd pas de volgende dag ontdekt; zijn lichaam werd naar het stedelijk hospitaal gebracht. Hij werd begraven in een massagraf. Pas in 1905, 200 jaar na zijn geboortejaar, werd in de Amsterdamse dierentuin Artis een gedenksteen voor hem opgericht. De steen werd geplaatst namens de Koninklijke Zweedse Akademie van Wetenschappen, en werd onthuld door Einar Lönnberg namens de academie, en C. Kerbert, directeur van Artis. De steen staat nu in de Japanse tuin van Artis.
Linnaeus vernoemde het geslacht Artedia uit de plantenfamilie schermbloemigen (Apiaceae) naar Artedi. De vissenfamilie Artedidraconidae (gebaarde ijskabeljauwen) is eveneens naar hem vernoemd. Verder draagt het vissengeslacht Artedius (familie Cottidae), dat voorkomt in het noordoostelijk deel van de Grote Oceaan, zijn naam.

### Werk
- Historia piscium universalis (1735)
- Synonymologia manuscript (1735)
- Prolegomena institutionum (1735)
- Bibliotheca Ichthyologica (1738)
- Philosophia Ichthyologica (1738)

De vijfdelige Bibliotheca Ichthyologica bevat een kritische beschouwing over de werken van andere ichtyologen, een gedetailleerde morfologische karakterisering van de vis, en een determineersleutel (methode om de genusnaam van een vis te bepalen) voor 45 geslachten en de beschrijving van 72 soorten. De indeling van de vissen in vier orden werd door Linnaeus in zijn geheel overgenomen. In 1792 publiceerde Johann Julius Walbaum een "Artedius renovatus".
- Bibsys: 3015413
- Bibliothèque nationale de France: cb12459597x (data)
- CiNii: DA08906351
- Gemeinsame Normdatei: 117663131
- International Standard Name Identifier: 0000 0000 8339 4586
- Library of Congress Control Number: n85153827
- Nationale Bibliotheek van Tsjechië: ola2002149857
- Nederlandse Thesaurus van Auteursnamen: 119776111
- Réseau des bibliothèques de Suisse occidentale: 02-A002941227
- Istituto Centrale per il Catalogo Unico: UFIV072100
- LIBRIS: 262831
- Système universitaire de documentation: 067042694
- Virtual International Authority File: 14868987
- WorldCat: E39PBJgXh8Fx4JcRtGDFFVvWDq